# Deltochilum mexicanum
Deltochilum mexicanum là một loài bọ cánh cứng trong họ Bọ hung (Scarabaeidae).